# 短竹蛏
短竹蛏（学名：Solen dunkerianus），是帘蛤目竹蛏科竹蛏属的一种。主要分布于中国大陆，常栖息在潮下带至90米。